# Café Blue Eyes – Schlafloses Verlangen
Café Blue Eyes – Schlafloses Verlangen (Originaltitel: Dream for an Insomniac) ist eine US-amerikanische Filmkomödie aus dem Jahr 1996. Die Regie führte Tiffanie DeBartolo, die auch das Drehbuch schrieb. Die Hauptrolle spielte Ione Skye, in einer der Nebenrollen trat Jennifer Aniston auf.

## Handlung
Der Film ist am Anfang ein Schwarz-weiß-Film. Die in San Francisco lebende und unter Schlaflosigkeit leidende Frankie träumt von einer Karriere als Schauspielerin und von einer großen Liebe. Ihre Freundin Allison arrangiert Treffen mit beruflich erfolgreichen Männern, mit denen Frankie sich jeweils nur einmal trifft. In den schlaflosen Nächten liest sie viele Bücher.
Frankies Vetter Rob, der Sohn des Cafébesitzers Leo, bittet Allison darum, eine Woche lang seine Freundin zu spielen. Rob ist schwul, fürchtet sich aber davor, dies seinem Vater zuzugeben.
Im Café wird David Shrader als Aushilfskraft eingestellt, der aus Michigan kommt und Schriftsteller werden will. Als Frankie ihn sieht, wird der Film farbig. Es stellt sich heraus, dass David genauso wie Frankie zahlreiche Buchzitate kennt. Frankie und David verbringen viel Zeit miteinander, essen Sushi und sprühen Graffiti auf Hauswände. Frankie verliebt sich. Sie erfährt, dass David eine Freundin hat, trotzdem kämpft sie zuerst weiter um ihn. David will bei seiner Freundin, einer bodenständigen angehenden Juristin, bleiben.
Frankie und Allison fahren nach Hollywood in der Hoffnung, dort Karriere machen zu können. Rob offenbart seinem Vater, dass er schwul sei; sein Vater sagt, er wüsste es bereits. Als Davids Freundin im Café erscheint, um ihm die vergessenen Wohnungsschlüssel zu bringen, fragt David sie, ob sie nach seinem Feierabend Sushi essen möchte. Es kommt zum Streit, David kündigt seinen Job und rennt weg.
Frankie will David im Café anrufen und erfährt, dass er dort nicht mehr arbeitet. Verzweifelt ruft sie in Michigan alle Familien namens Shrader an und fragt, ob sie einen David kennen würden. In diesem Augenblick klingelt es an der Tür, vor der David steht.

## Kritiken
Mick LaSalle schrieb in San Francisco Chronicle vom 26. Juni 1998, der Film sei nicht schlecht: zwar wirke er mitunter beholfen, doch habe er interessante Dialoge und würde trotz teilweise vorhersehbarer Handlung einige Überraschungen bieten. Er lobte die Darstellungen von Ione Skye, Mackenzie Astin und Jennifer Aniston.
Der Filmdienst war eher kritisch eingestellt: „Ein in stilvollem Schwarz-Weiß beginnender Film, der an Atmosphäre verliert, sobald Farbe ins Spiel kommt. Im Folgenden entwickelt sich eine dialoglastige Beziehungskomödie, deren Personen blass und leblos bleiben, während sie dauernd von Lust und Leidenschaft reden.“ Der Film wurde vom Filmdienst ab 14 Jahren empfohlen.